# Shon Edri
Shon Edri (hebreo: שון עדרי; Gedera, Israel, 9 de agosto de 2004) es un futbolista israelí que juega como defensa en el Hapoel Ashdod F. C. de la Liga Alef.

## Trayectoria
Comenzó su carrera en el equipo infantil del Maccabi Tel Aviv F. C. El 3 de marzo de 2022 debutó con el primer equipo en la victoria por 4-0 contra el Maccabi Jaffa F. C. en la Copa de Israel.
El 18 de julio de 2022 firmó por 3 años en el Maccabi Tel Aviv e inmediatamente fue cedido al Hapoel Ashdod F. C.

## Estadísticas

### Clubes
Actualizado al último partido disputado el 28 de abril de 2023.
| Club                          | Div.          | Temporada     | Liga  | Liga  | Copas nacionales | Copas nacionales | Copas internacionales | Copas internacionales | Total | Total |
| Club                          | Div.          | Temporada     | Part. | Goles | Part.            | Goles            | Part.                 | Goles                 | Part. | Goles |
| ----------------------------- | ------------- | ------------- | ----- | ----- | ---------------- | ---------------- | --------------------- | --------------------- | ----- | ----- |
| Maccabi Tel Aviv F. C. Israel | 1.ª           | 2021-22       | 0     | 0     | 1                | 0                | —                     | —                     | 1     | 0     |
| Maccabi Tel Aviv F. C. Israel | Total club    | Total club    | 0     | 0     | 1                | 0                | 0                     | 0                     | 1     | 0     |
| Hapoel Ashdod F. C. Israel    | 3.ª           | 2022-23       | 32    | 3     | 1                | 0                | —                     | —                     | 33    | 3     |
| Hapoel Ashdod F. C. Israel    | 3.ª           | 2023-24       | 0     | 0     | 0                | 0                | —                     | —                     | 0     | 0     |
| Hapoel Ashdod F. C. Israel    | Total club    | Total club    | 32    | 3     | 1                | 0                | 0                     | 0                     | 33    | 3     |
| Total carrera                 | Total carrera | Total carrera | 32    | 3     | 2                | 0                | 0                     | 0                     | 34    | 3     |